# William Russell (skådespelare)
William Russell Enoch, född 19 november 1924 i Sunderland, Tyne and Wear, död 3 juni 2024, var en brittisk skådespelare mest känd som skolläraren Ian Chesterton, doktorns assistent, i BBC-serien Doctor Who; från seriestarten 1963 fram till och med 1965. 
Under en 70 år lång karriär medverkade Russell i över 100 filmer och TV-serier. Bland hans mest kända filmer kan nämnas Operation Tirpitz, Den stora flykten och Superman - The Movie.
Russell var far till skådespelaren Alfred Enoch, mest känd som Dean Thomas i Harry Potter-filmerna.